# Metopius variegatus
Metopius variegatus là một loài tò vò trong họ Ichneumonidae.